# Jarosław Koniusz
Jarosław Koniusz (ur. 9 kwietnia 1961 w Sosnowcu) – polski szermierz, szablista, następnie trener, wicemistrz świata (1989). Jest bratem-bliźniakiem szablisty Krzysztofa Koniusza i stryjem olimpijczyka Marcina Koniusza.

## Życiorys
Ukończył III Liceum Ogólnokształcące im. Bolesława Prusa w Sosnowcu. Był zawodnikiem klubu Zagłębie Sosnowiec, gdzie jego trenerem był Edward Korfanty. Ukończył Akademię Wychowania Fizycznego w Katowicach.
W 1981 został brązowym medalistą mistrzostw świata juniorów w turnieju indywidualnym. Zdobył indywidualnie srebrny medal na mistrzostwach świata w Denver w 1989. Drużynowo zwyciężył także w uniwersjadzie w Duisburgu w 1989. W mistrzostwach Polski zajmował indywidualnie drugie miejsce w 1989, trzecie w 1984, w drużynie był mistrzem Polski w 1984 i 1985, wicemistrzem w 1986, 1987, 1988, brązowym medalistą w 1980, 1982 i 1989.
W 1990 zamieszkał w Stanach Zjednoczonych i pracował tam jako trener szermierki, najpierw w Nowym Yorku, następnie w Bostonie. Od 1994 jest zatrudniony w Massachusetts Institute of Technology, gdzie odpowiada za program szkolenia szermierczego studentów. W 2002 prowadził reprezentację USA w szabli na mistrzostwach świata.